# DTU Aqua
DTU Aqua – Institut for Akvatiske Ressourcer er et institut på Danmarks Tekniske Universitet.
DTU Aqua arbejder med forskning, rådgivning, uddannelse og innovation inden for bæredygtig udnyttelse og forvaltning af akvatiske ressourcer.  Instituttet forsker i akvatiske organismers biologi og populationsøkologi, fysiske og kemiske processer i vandmiljøet og økosystemers struktur og dynamik og inddrager alle relevante naturlige og menneskeskabte påvirkninger. Instituttet rådgiver Fiskeristyrelsen og andre offentlige myndigheder, fiskeri- og akvakulturerhvervene og internationale kommissioner.

## Historie
Danmarks Fiskeriundersøgelser (det nuværende DTU Aqua) var indtil den 1. januar 2007 en sektorforskningsinstitution under Ministeriet for Fødevarer, Landbrug og Fiskeri. På denne dato blev de fusioneret med Danmarks Tekniske Universitet og 4 andre tidligere sektorforskningsinstitutioner som en del af den store universitetsfusion.

## Organisation
DTU Aqua har ca. 325 ansatte, hvoraf omkring en tredjedel er videnskabeligt personale. Instituttet består af ni faglige sektioner, som varetager forsknings-, undervisnings- og rådgivningsopgaver. Derudover har instituttet en række faglige og administrative støttefunktioner.
DTU Aquas aktiviteter er placeret flere steder i landet:
- Campus på DTU
- Ferskvandscentret i Silkeborg
- Dansk Skaldyrcenter i Nykøbing Mors
- Nordsøen Forskerpark i Hirtshals, hvor DTU's havforskningsskib Dana også har hjemhavn.